# Mastrus silbernageli
Mastrus silbernageli är en stekelart som först beskrevs av Kiss 1929.  Mastrus silbernageli ingår i släktet Mastrus och familjen brokparasitsteklar. Inga underarter finns listade i Catalogue of Life.